# Liten kalkkuddmossa
Liten kalkkuddmossa (Gymnostomum calcareum) är en bladmossart som beskrevs av Christian Gottfried Daniel Nees von Esenbeck och Hornschuch 1823. Liten kalkkuddmossa ingår i släktet kalkkuddmossor, och familjen Pottiaceae. Enligt den finländska rödlistan är arten akut hotad i Finland. Enligt den svenska rödlistan är arten starkt hotad i Sverige. Arten förekommer på Gotland och Götaland. Artens livsmiljö är kalkstensklippor och kalkbrott. Inga underarter finns listade i Catalogue of Life.